# 玉井一貫
玉井 一貫（たまい かずつら）は、江戸時代中期の徳山藩士。通称は嘉兵衛。徳山藩の藩校・鳴鳳館の無方流剣術指南役を務めた。

## 生涯
享保7年（1722年）、徳山藩士・玉井方敬の長男として周防国熊毛郡小周防村で生まれる。生地に因んで「小周」と号した。
剣術、棒術、槍術のいずれも達人であったことから、天明5年（1785年）に藩校の鳴鳳館が創設されると無方流剣術の指南役に就任し、金200疋を与えられた。当時、徳山藩士の3分の2が一貫に剣を学んだと伝えられており、『剣技伝』を著した。また、一貫は文事を好んで国富鳳山に師事し、晩年には学監となっている。
寛政4年（1792年）2月21日に死去。享年71。娘婿の玉井忠道が家督を相続した。